# ラスタ池袋
ラスタ池袋（ラスタいけぶくろ）は、東京都豊島区東池袋にあるお笑いの劇場。

## 概要
2018年12月にラスタ原宿が移転する形でオープンした。ラスタ原宿は、2016年8月30日に原宿の竹下通りにオープンした劇場であったが、ビルの取り壊しに伴い移転した。
ピン芸人の延藤ミッツェル五朗が開設し、支配人を務めている。開設には延藤の先輩の小島よしおも関わった。

## 所在地
東京都豊島区東池袋1丁目28-4 近代BLD.1 2階